# أكريات
الأكريات أو بوغيات كروية أو خُرَيْزَة (الاسم العلمي: Coccidia) هي صنف من أسناخ صبغية تتبع طائفة المخروطانيات.

## التصنيف
- الأكريات الحقيقية
  - الإيمريات